# Ancistroteuthis
Ancistroteuthis is een geslacht van inktvissen uit de familie van de Onychoteuthidae.

## Soort
- Ancistroteuthis lichtensteinii (Férussac [in Férussac & d'Orbigny], 1835)